# تیگران یکم
تیگران یکم (به ارمنی:Տիգրան Առաջին) پادشاه ارمنستان از ۱۱۵ تا ۹۵ قبل از میلاد و از خاندان آرتاشسی بود.
آرتاوازد یکم از خود ولیعهدی برجای نگذاشت و پس از مرگ او، برادرش، تیگران یکم قدرت را بدست گرفت.

## جستارهای ویژه
- تاریخ ارمنستان